# Gordon Bashford
Pour les articles homonymes, voir Bashford.
Gordon Dennis Bashford (né le 27 août 1916 et mort le 21 septembre 1991) est un designer automobile britannique. Il joue un rôle important dans la conception de la plupart des voitures Rover d'après-guerre. 

## Biographie
Gordon Bashford rejoint la Rover Company à l'âge de 14 ans, en tant qu'apprenti, en 1930. Il joue ensuite un rôle déterminant dans la conception du véhicule tout-terrain Land Rover Series, lancé au salon de l'automobile d'Amsterdam en 1948. Durant la fin des années 1940, il dessine également la Rover P3.
Après le Land Rover, Bashford participe au développement des berlines de la marque aux côtés du designer en chef David Bache, à savoir les Rover P4, P5 et surtout les P6 et SD1. Il participe également, avec Charles Spencer King, au développement du Range Rover Classic lancé en 1970.